# Prva bitka na Marni
Prva bitka na Marni je bitka tijekom Prvog svjetskog rata, koja se vodila od 5. rujna 1914. do 12. rujna 1914. godine. U bitki su francuska i britanska vojska pobijedile njemačku vojsku. Bitka na Marni je predstavljala veliku prekretnicu na početku Prvog svjetskog rata. Do kraja kolovoza 1914. godine, snage Antante su se povlačile na Zapadnom frontu prema Parizu. Dvije njemačke vojske su se probijale kroz Francusku. Pad Pariza je izgledao gotovo neizbježan, ali saveznici su uspjeli postići stratešku pobjedu na rijeci Marni.

## Uvod
Tijekom njemačkog napada na Francusku, britanska vojska je imala veliki broj žrtava. Zapovjednik britanskih ekspedicijskih snaga John French krivio je francusku stranu za teške gubitke i za nekordinirana povlačenja. Posebno je krivio zapovjednika francuske pete armije, generala Lanrezaca, da se nije upuštao u borbe i da nije najavljivao povlačenja. Pogoršali su se odnosi između francuskih i britanskih zapovjednika. John French je namjeravao povući britansku vojsku s fronta da se odmore i reorganiziraju. Međutim, francuski glavni zapovjednik Joseph Joffre je nagovorio britanskog ministra rata, lorda Horacija Kitchenera, da intervenira. Kitchener je prenio Frenchu poruku da bi povlačenje britanske vojske bilo katastrofalno i za Francusku i za Veliku Britaniju. John French je pristao da njegova vojska ostane na bojištu dok god nije ugrožena s boka francuskim povlačenjima.
Kako su se njemačka prva i druga armija približavale Parizu, počeli su skretati jugoistočno prema Parizu, izlažući svoja desna krila saveznicima. Do 3. rujna Joseph Joffre je uočio njemačku taktičku grešku i brzo je napravio plan da zaustavi francusko i britansko povlačenje i da napadne Nijemce duž cijele linije bojišta. Britanska vojska i francuska šesta armija su dobile zadatak da napadaju izloženo desno krilo njemačke prve armije. Joseph Joffre se osobno susreo s Johnom Frenchom koji ga je uvjerio da će Britanci sudjelovati u napadu. Napad je trebao početi ujutro 6. rujna. Međutim, zapovjednik njemačke prve armije general Alexander von Kluck primijetio je nazočnost savezničkih snaga 5. rujna i započeo je okretati svoju vojsku prema zapadu. Bitka je započela 5. rujna popodne, kada je francuska 6. armija došla u kontakt s prethodnicom njemačke 1. armije.

## Bitka
Von Kluck je tijekom okretanja svoje armije prema zapadu otvorio 50 kilometara široku rupu u njemačkim linijama, između njemačke 1. armije i njemačke 2. armije. Njemačkom 2. armijom je zapovjedao oprezni general Karl von Bülow, a armija se nalazila lijevo od njemačke prve armije. Saveznički izviđački avioni su otkrili postojanje rupe u njemačkim linijama i o tome su obavijestili zapovjednike na terenu. Saveznici su bili spremni da iskoriste postojanje rupe u njemačkim linijama. Zbog toga su poslali trupe iz britanskog ekspedicijskog korpusa, da se priključe francuskoj 5. armiji u prolaženju kroz nastalu rupu u njemačkim linijama. Peta francuska armija je trebala istovremeno napasti njemačku 2. armiju.
Ipak Nijemci su bili blizu toga da postignu pobjedu i da probiju linije francuske šeste armije između 6. rujna i 8. rujna. Francusku šestu armiju je spasio 7. rujna dolazak 6.000 rezervista pomoću 600 taksija iz Pariza. Već 8. rujna Franchet d'Esperey je sa svojom 5. armijom izveo iznenadni napad na njemačku drugu armiju i time još više proširio rupu između njemačke prve i druge armije. Franchet d'Esperey je došao na mjesto zapovjednika 5. armije neposredno pred bitku. Zamijenio je generala Lanrezaca. Već 9. rujna je izgledalo kao da će njemačka prva i druga armija biti potpuno opkoljene i uništene. General von Moltke je pretrpio živčani slom kada je čuo o toj opasnosti. Njegovi podređeni su preuzeli zapovijedanje i naredili su povlačenje do rijeke Aisne da bi se tu vojska pregrupirala. Francuzi i Britanci su lovili njemačke snage u povlačenju, ali brzina savezničkog napredovanja bila je dosta spora, samo 19 kilometara na dan. Njemačka vojska se zaustavila nakon 65 kilometra povlačenja, na mjestu sjeverno od rijeke Aisne. Tu su se ukopali i pripremili rovove, koji će trajati nekoliko godina. Njemačko povlačenje između 9. rujna i 13. rujna predstavljalo je napuštanje Schlieffenovog plana. Helmuth von Moltke mlađi je navodno tada izvestio njemačkog cara da su Nijemci izgubili rat. Poslije te bitke obje strane su se ukopale i uslijedilo je 4 godine uglavnom rovovskog ratovanja.

## Rezultati i posljedice
Rat je ušao u stojeću fazu poslije savezničke pobjede u bitki na Marni. Bio je to prvi veliki sukob i jedan od najvažnijih događaja rata. Njemačko povlačenje označilo je da propada njemačka nada u brzu pobjedu na zapadu Schlieffenovim planom. Njemačka se nadala brzoj pobjedi na zapadu, poslije čega bi se obračunala s Rusijom na istoku. Umjesto toga morala se boriti na dva bojišta. Bitka za Marnu bila je prva velika bitka u kojoj se pokazala odlučna uloga izviđačkih aviona u otkrivanju slabih točaka u njemačkim linijama, što je omogućilo saveznicima da to vojno iskoriste. Prva bitka za Marnu pamti se po 600 pariških taksija, uglavnom Renaulta, koji su prevezli 6.000 francuskih rezervista. Uloga tih rezervista tradicionalno se opisuje kao ključna u zaustavljanju njemačkog prodora protiv francuske šeste armije. Postoje danas i povjesničari, koji vjeruju da ti rezervisti nisu imali takav značaj. U bitci za Marnu borilo se 2 milijuna vojnika, a 500.000 je ubijeno ili ranjeno.

## Vanjske poveznice
Sestrinski projekti
|  | Zajednički poslužitelj ima još gradiva o temi Prva bitka na Marni |